# Saint-Nazaire-en-Royans
 Saint-Nazaire-en-Royans  es una población y comuna francesa, en la región de Ródano-Alpes, departamento de Drôme, en el distrito de Valence y cantón de Saint-Jean-en-Royans.
Por la localidad pasa el río Drôme, un afluente del Ródano.

## Demografía
| 648 | 590 | 493 | 576 | 531 | 498 |
| Para los censos de 1962 a 1999 la población legal corresponde a la población sin duplicidades (Fuente: INSEE [Consultar]) |     |     |     |     |     |